# Мехув (Нижньосілезьке воєводство)
Мехув (пол. Miechów) — село в Польщі, у гміні Нехлюв Ґуровського повіту Нижньосілезького воєводства.
Населення — 186 осіб (2011).
У 1975-1998 роках село належало до Лешненського воєводства.

## Демографія
Демографічна структура станом на 31 березня 2011 року:
|          | Загалом | Допрацездатний вік | Працездатний вік | Постпрацездатний вік |
| -------- | ------- | ------------------ | ---------------- | -------------------- |
| Чоловіки | 102     | 22                 | 71               | 9                    |
| Жінки    | 84      | 14                 | 50               | 20                   |
| Разом    | 186     | 36                 | 121              | 29                   |